# Jabłonów (Brzeźnica)
Jabłonów (deutsch Schönbrunn) ist ein Dorf in der Landgemeinde Brzeźnica im Powiat Żagański der Woiwodschaft Lebus in Polen.

## Geschichte
„Sonburn“  wurde erstmals 1257 erwähnt. Gegründet wurde es von den Augustinern aus Naumburg, die ihr Augustinerstift 1284 nach Sagan verlegen, wo es als Augustiner-Chorherrenstift Sagan Bedeutung erlangte. Weitere Namensvarianten waren Pulcherfons (1321) und Schoenbrunn.
In den Jahren 1975–1998 gehörte die Landgemeinde Brzeźnica zur Woiwodschaft Zielona Góra.

## Sehenswürdigkeiten
- Die katholische Kirche St. Andreas (Kościół Św. Andrzeja Apostoła) stammt aus dem 14. bis 15. Jahrhundert und wurde im 18. Jahrhundert barockisiert.
- Barocktor und der Nischenfigur des hl. Andreas.
- Das zweigeschossige Pfarrhaus mit Walmdach (vormals Residenz der Saganer Augustineräbte) wurde 1716 errichtet. An der Westwand befindet sich deren Wappenkartusche.

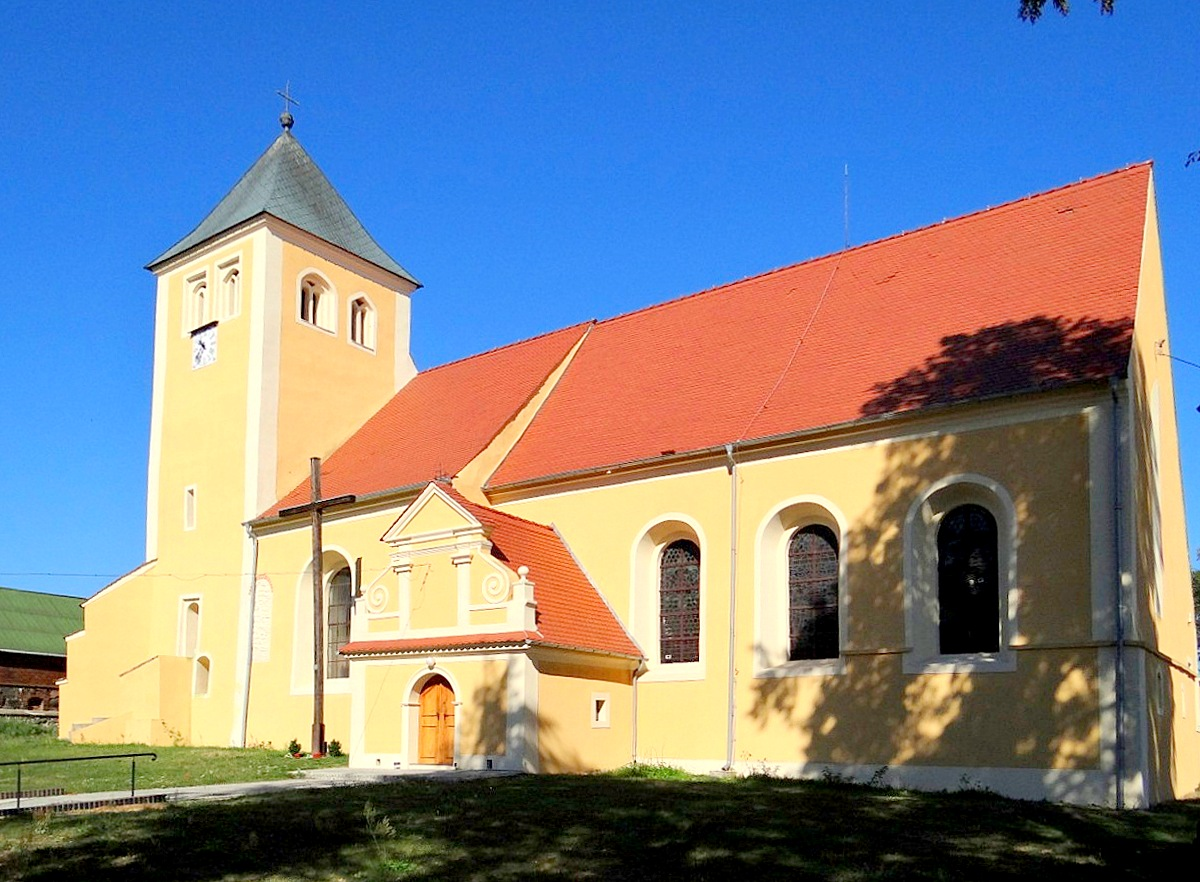
St. Andreas
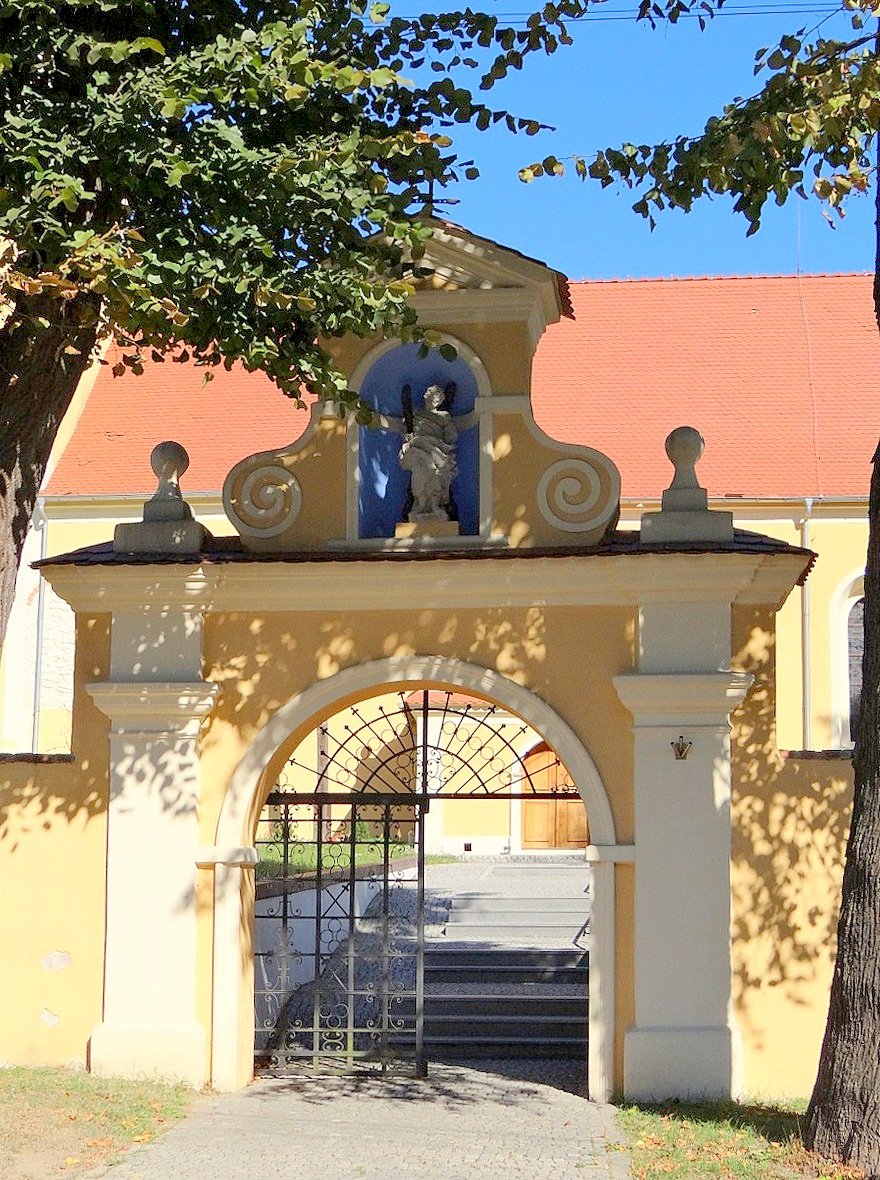
Barocktor mit St.-Andreas-Figur
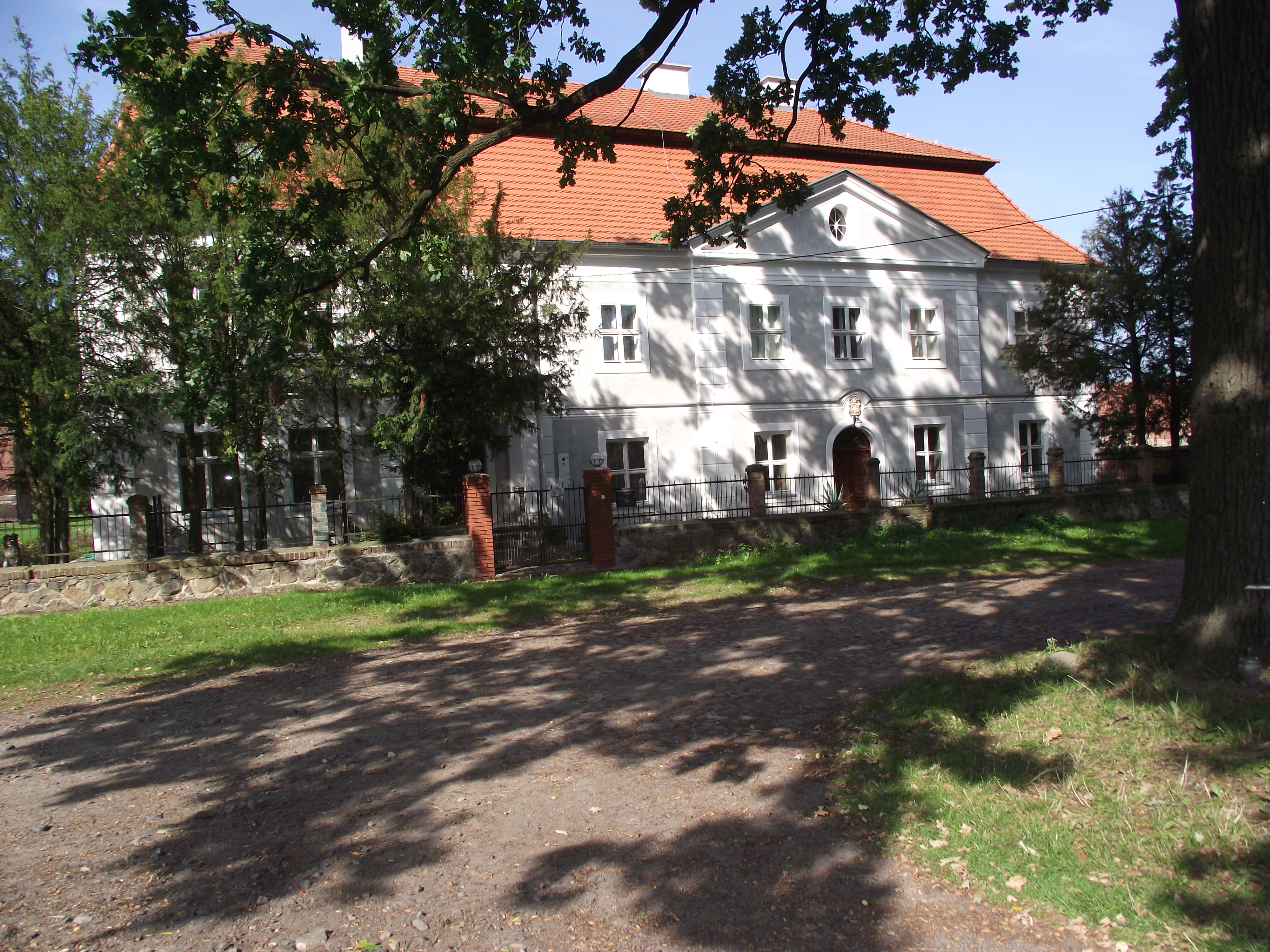
Residenz der Äbte